# Odelya Halevi
Odelya Halevi (en hebreu : אודליה הלוי, Roix Ha-Àyin, 12 de febrer de 1989) és una actriu israeliana. Apareix en la sèrie de televisió dramàtica estatunidenca Law & Order i interpreta el paper de l'ajudant del fiscal del districte Samantha Maroun. També va interpretar Angelica a la sèrie de televisió nord-americà Good Trouble. També va aparèixer a la sèrie de televisió Good Girls Revolt. Ha aparegut en sèries de televisió com Mike & Molly, New Girl, NCIS, MacGyver (2016) i Why Women Kill.